# Flush
Flush (vysl. flaš) je červené difúzní zabarvení při nádorech chromafinních buněk spojené s metastázováním do jater a produkcí serotoninu. Vysytuje se u širokého spektra dalších nemocí, u emocí, zahřátí, alkoholové intoxikace atp. Podstatou je rozšíření krevních cév v kůži v důsledku vyplavení některých vazoaktivních látek. 